# Team Friis ABC ACR
Team Friis ABC ACR — датская женская любительская команда по шоссейному велоспорту, имеющая статус элитной команды DCU.

## История команды
Команда была создана на базе женской секции рабочего велосипедного клуба Копенгагена «Seje Sild Cykler» (с дат. — «крутые детские велосипеды»), которая с 2001 года занимается привлечением женщин к велоспорту. «Seje Sild Cykler» был основан с целью создания тренировочного сообщества для женщин, и к настоящему времени клуб насчитывает более 50 членов в возрасте от 24 до 60 лет.
С началом сезона 2024 года команда была объединена с ACR Women Elite, и Amager Cykle Ring стал вторым родительским клубом для команды, что укрепило её организационную структуру и расширило базу для развития.
Команда быстро зарекомендовала себя как лидер на датской элитной сцене, став одной из самых успешных женских команд с момента основания. Она завоевала множество медалей на чемпионатах Дании, подиумы в международных гонках UCI, а также предоставила гонщиц для национальной сборной на чемпионаты мира, Европы и World Tour, включая Тур Скандинавии.

## Руководство
Команда находится под управлением Лассе Буур Брандт Хейселя, который стал менеджером в 2023 году. Спортивные директоры — Йозефине Хансен (с 2023 года) и Микаель Йегер (с 2021 года) — обеспечивают стратегическое руководство и поддержку в тренировках и гонках. Их философия заключается в развитии местных гонщиц и создании условий для их перехода в профессиональные команды мирового уровня. Микаель Йегер подчёркивал важность локальной базы, чтобы гонщицы могли тренироваться вместе, укрепляя командный дух.

## Спонсоры
Спонсорами команды являются клининговая компания Friis Rengøring (с 2025 года), основанная в 1987 году в Брённбю, недалеко от Копенгагена и производитель оборудования для систем вентиляции и кондиционирования Interklima (2023—2024 годы). Interklima поддерживала команду в период её активного роста, способствуя её успехам на национальной и международной арене.

## Известные гонщицы
- Ребекка Кёрнер[англ.]. Родилась 22 сентября 2000 года в Херлеве. До велоспорта была многократной чемпионкой Дании по прыжкам в воду, но из-за травмы спины в 2019 году переключилась на велоспорт. В 2020 году, выступая за ABC, выиграла DCU Ladies Cup[англ.]. В 2021 году участвовала в чемпионате мира по шоссейным гонкам, а в 2022 году подписала контракт с Uno-X Pro Cycling Team, где выиграла чемпионаты Дании по шоссейным гонкам в 2023 и 2024 годах. Также представляла Данию на Олимпийских играх 2024 года, заменив травмированную гонщицу[12].
- Кристина Лоренсен[дат.]. Родилась 8 декабря 1995 года в Варде. Присоединилась к Team ABC Dame Elite в 2021 году, завоевав серебряную медаль в командной гонке на чемпионате Дании 2022 года. В 2023 году дебютировала на World Tour в гонке Тур Скандинавии, заняв 91-е место. В 2025 году одержала победу на 5-м этапе гонки Грация Орлова, что стало значительным достижением для команды[13].
- Силье Вайтце Антворсков[дат.]. В 2025 году завоевала четвёртое место в гонке U23 на чемпионате Дании, демонстрируя потенциал молодых талантов команды[14].
- Марита Йенсен[дат.]. Родилась 6 июля 1991 года в Копенгагене, инженер по образованию. Начала выступать как лицензированный гонщик в 2019 году. В 2020 и 2021 годах занимала 4-е место на чемпионате Дании по шоссейным гонкам, уступая только профессиональным гонщицам из зарубежных команд. В 2023 году выиграла Uno-X Ladies Cup, став её трёхкратной победительницей.

## Достижения
В 2021 году команда стала успешной на датской элитной сцене, завоевав множество медалей на чемпионатах Дании и подиумы в национальных гонках. В 2022 году Марита Йенсен выиграла общий зачёт гонки Три дня на севере, а Кристина Лоренсен победила на последнем этапе в Ольборге. Команда также завоевала серебряные медали в командной гонке на чемпионате Дании.
В 2023 году Марита Йенсен выиграла Uno-X Ladies Cup, став её трёхкратной победительницей. Ребекка Кёрнер, уже выступая за Uno-X, выиграла чемпионат Дании по шоссейным гонкам. В 2024 Ребекка Кёрнер повторила успех, выиграв чемпионат Дании по шоссейному велоспорту. Юли Нильсен Марибо завоевала бронзу в индивидуальной гонке на время на чемпионате Дании.
В 2025 году Кристина Браг Лоренсен победила на 5-м этапе гонки Грация Орлова (класс 2.2). Силье Вайтце Антворсков завоевала бронзу в гонке U23 на чемпионате Дании. Агнес Бёг заняла первое место в общем зачёте Campione Pinsecup.

## Сезон 2025 года
| Состав 2025               | Состав 2025     | Состав 2025                               | Состав 2025 |
| Гонщик                    | Дата рождения   | Предыдущая команда                        |             |
| ------------------------- | --------------- | ----------------------------------------- | ----------- |
| Amalie Kvist Nybroe       | 16 февраля 1998 | Arbejdernes Bicykle Club (2020)           |             |
| Silje Weitze Antvorskov   | 12 октября 2004 | Holbæk Cykelsport (2024)                  |             |
| Каролине Кирк Скад        | 1 апреля 1997   | ACR Women Elite (2023)                    |             |
| Anna Margrethe Hansen     | 6 марта 2006    | Team Rytger Carl Ras (2024)               |             |
| Johanna Clausen Koerner   | 9 ноября 1997   | Aarhus Studenternes Cykelklub (2021)      |             |
| Катрине Оливия Мадсен     | 13 февраля 2001 | ACR Women Elite (2023)                    |             |
| Agnes Bøg                 | 28 января 2000  | Arbejdernes Bicycle Club København (2023) |             |
| Maja Winther Brandt       | 23 октября 1993 | Ordrup Cycle Club (2021)                  |             |
| Christina Bragh Lorenzen  | 8 декабря 1995  | Arbejdernes Bicykle Club (2020)           |             |
| Marita Jensen             | 6 июля 1991     | Arbejdernes Bicykle Club (2020)           |             |
|                           |                 |                                           |             |
| Источник: ProCyclingStats |                 |                                           |             |

| 29 мар | Uno-X Ladies Cup, 1-й этап            | DCU licensløb | Marita Jensen            |
| 5 апр  | #HurtigJoakimLøbet                    | DCU licensløb | Каролине Кирк Скад       |
| 19 апр | Три дня на севере (женщины), 1-й этап | DCU licensløb | Каролине Кирк Скад       |
| 20 апр | Три дня на севере (женщины), 2-й этап | DCU licensløb | Christina Bragh Lorenzen |
| 21 апр | Три дня на севере (женщины), 3-й этап | DCU licensløb | Agnes Bøg                |
| 21 апр | Три дня на севере (женщины)           | DCU licensløb | Amalie Kvist Nybroe      |
| 4 май  | Грация Орлова, 5-й этап               | 2.2           | Christina Bragh Lorenzen |
| 14 июн | Uno-X Ladies Cup, 2-й этап            | DCU licensløb | Каролине Кирк Скад       |

## Предыдущие сезоны
| Состав 2024               | Состав 2024     | Состав 2024                               | Состав 2024 |
| Гонщик                    | Дата рождения   | Предыдущая команда                        |             |
| ------------------------- | --------------- | ----------------------------------------- | ----------- |
| Maja Winther Brandt       | 23 октября 1993 | Ordrup Cycle Club (2021)                  |             |
| Мелани Брунхофер          | 23 мая 1991     | ACR Women Elite (2023)                    |             |
| Agnes Bøg                 | 28 января 2000  | Arbejdernes Bicycle Club København (2023) |             |
| Johanna Clausen Koerner   | 9 ноября 1997   | Aarhus Studenternes Cykelklub (2021)      |             |
| Christina Bragh Lorenzen  | 8 декабря 1995  | Arbejdernes Bicykle Club (2020)           |             |
| Катрине Оливия Мадсен     | 13 февраля 2001 | ACR Women Elite (2023)                    |             |
| Amalie Kvist Nybroe       | 16 февраля 1998 | Arbejdernes Bicykle Club (2020)           |             |
| Каролине Кирк Скад        | 1 апреля 1997   | ACR Women Elite (2023)                    |             |
|                           |                 |                                           |             |
| Источник: ProCyclingStats |                 |                                           |             |

| 1 апр  | Три дня на севере (женщины) | DCU licensløb | Maja Winther Brandt      |
| 6 апр  | #HurtigJoakimLøbet          | DCU licensløb | Каролине Кирк Скад       |
| 16 июн | Uno-X Ladies Cup, 3-й этап  | DCU licensløb | Christina Bragh Lorenzen |
| 8 сен  | Uno-X Ladies Cup, 4-й этап  | DCU licensløb | Maja Winther Brandt      |
| 6 окт  | Uno-X Ladies Cup            | DCU licensløb | Christina Bragh Lorenzen |

| Состав 2023                 | Состав 2023     | Состав 2023                          | Состав 2023 |
| Гонщик                      | Дата рождения   | Предыдущая команда                   |             |
| --------------------------- | --------------- | ------------------------------------ | ----------- |
| Maja Winther Brandt         | 23 октября 1993 | Ordrup Cycle Club (2021)             |             |
| Marita Jensen               | 6 июля 1991     | Arbejdernes Bicykle Club (2020)      |             |
| Johanna Clausen Koerner     | 9 ноября 1997   | Aarhus Studenternes Cykelklub (2021) |             |
| Marie-Louise Hartz Krogager | 21 июня 1989    | Ordrup Cycle Club (2021)             |             |
| Christina Bragh Lorenzen    | 8 декабря 1995  | Arbejdernes Bicykle Club (2020)      |             |
| Julie Nielsen Maribo        | 9 февраля 1995  | Ordrup Cycle Club (2021)             |             |
| Amalie Kvist Nybroe         | 16 февраля 1998 | Arbejdernes Bicykle Club (2020)      |             |
|                             |                 |                                      |             |
| Источник: ProCyclingStats   |                 |                                      |             |

| 1 апр  | #HurtigJoakimLøbet          | DCU licensløb | Marita Jensen        |
| 10 апр | Три дня на севере (женщины) | DCU licensløb | Marita Jensen        |
| 18 июн | Uno-X Ladies Cup, 3-й этап  | DCU licensløb | Maja Winther Brandt  |
| 10 сен | Uno-X Ladies Cup, 4-й этап  | DCU licensløb | Julie Nielsen Maribo |
| 1 окт  | Uno-X Ladies Cup, 5-й этап  | DCU licensløb | Marita Jensen        |
| 1 окт  | Uno-X Ladies Cup            | DCU licensløb | Marita Jensen        |

| Состав 2022                 | Состав 2022     | Состав 2022                          | Состав 2022 |
| Гонщик                      | Дата рождения   | Предыдущая команда                   |             |
| --------------------------- | --------------- | ------------------------------------ | ----------- |
| Madelene Andersson          | 4 марта 1998    | Arbejdernes Bicykle Club (2020)      |             |
| Josephine Hansen            | 18 декабря 1991 | Arbejdernes Bicykle Club (2020)      |             |
| Marita Jensen               | 6 июля 1991     | Arbejdernes Bicykle Club (2020)      |             |
| Johanna Clausen Koerner     | 9 ноября 1997   | Aarhus Studenternes Cykelklub (2021) |             |
| Christina Bragh Lorenzen    | 8 декабря 1995  | Arbejdernes Bicykle Club (2020)      |             |
| Amalie Kvist Nybroe         | 16 февраля 1998 | Arbejdernes Bicykle Club (2020)      |             |
| Maja Winther Brandt         | 23 октября 1993 | Ordrup Cycle Club (2021)             |             |
| Julie Nielsen Maribo        | 9 февраля 1995  | Ordrup Cycle Club (2021)             |             |
| Marie-Louise Hartz Krogager | 21 июня 1989    | Ordrup Cycle Club (2021)             |             |
| Anne Holm (1 янв–3 июн)     | 9 июля 1999     |                                      |             |
|                             |                 |                                      |             |
| Источник: ProCyclingStats   |                 |                                      |             |

| 18 апр | Три дня на севере (женщины) | DCU licensløb | Marita Jensen |

| Состав 2021               | Состав 2021      | Состав 2021                     | Состав 2021 |
| Гонщик                    | Дата рождения    | Предыдущая команда              |             |
| ------------------------- | ---------------- | ------------------------------- | ----------- |
| Madelene Andersson        | 4 марта 1998     | Arbejdernes Bicykle Club (2020) |             |
| Josephine Hansen          | 18 декабря 1991  | Arbejdernes Bicykle Club (2020) |             |
| Marita Jensen             | 6 июля 1991      | Arbejdernes Bicykle Club (2020) |             |
| Ребекка Кернер            | 22 сентября 2000 | Arbejdernes Bicykle Club (2020) |             |
| Christina Bragh Lorenzen  | 8 декабря 1995   | Arbejdernes Bicykle Club (2020) |             |
| Charlotte Nobel           | 19 апреля 1967   | Arbejdernes Bicykle Club (2020) |             |
| Amalie Kvist Nybroe       | 16 февраля 1998  | Arbejdernes Bicykle Club (2020) |             |
| Tine Rishøj               | 28 апреля 1965   | Arbejdernes Bicykle Club (2020) |             |
|                           |                  |                                 |             |
| Источник: ProCyclingStats |                  |                                 |             |

| 18 апр | Uno-X Ladies Cup, 1-й этап | Marita Jensen |
| 12 июн | Uno-X Ladies Cup, 2-й этап | Marita Jensen |
| 3 окт  | Uno-X Ladies Cup, 4-й этап | Marita Jensen |
| 3 окт  | Uno-X Ladies Cup           | Marita Jensen |